# Кейн Веласкес
Ке́йн Рамі́рес Вела́скес (англ. Cain Ramirez Velasquez; 28 липня 1982, Салінас, Каліфорнія, США) — американський спортсмен мексиканського походження, професійний борець і спеціаліст зі змішаних бойових мистецтв. Дворазовий і діючий чемпіон світу зі змішаних бойових мистецтв у важкій ваговій категорії за версією UFC (2010—2011 роки, з 2012 року дотепер). Чемпіон США з вільної і американської боротьби за версіями NCAA та NJCAA. Всеамериканський борець.
В боях змішаного стилю Кейн Веласкес, відомий як успішний борець, віддає перевагу ударній техніці (11 з 13 його перемог здобуті шляхом нокауту). Видовищні виступи Кейна Веласкеса в межах UFC тричі відзначені преміями «Нокаут вечора», в тому числі у боях проти чемпіона UFC Брока Леснара і чемпіона UFC та PRIDE Антоніу Родріґу Ноґейри.
Технічні показники:
Маса удару: 1011,5 кг (лівий хук).
В середньому за бій Веласкес завдає у 7,5 раза більше ударів, ніж його опоненти.

## Статистика в змішаних бойових мистецтвах
| Результат | Противник               | Спосіб                            | Раунд | Час  | Дата              | Місце                                | Подія                             | Примітки                                                                          |
| --------- | ----------------------- | --------------------------------- | ----- | ---- | ----------------- | ------------------------------------ | --------------------------------- | --------------------------------------------------------------------------------- |
| Перемога  | Жуніур дус Сантус       | Технічний нокаут (удари кулаками) | 5     | 3:09 | 19 жовтня 2013    | Х'юстон, США                         | «UFC 166»                         | Захистив титул чемпіона у важкій ваговій категорії.                               |
| Перемога  | Антоніу Сілва           | Технічний нокаут (удари кулаками) | 1     | 1:21 | 25 травня 2013    | Лас-Вегас, США                       | «UFC 160»                         | Захистив титул чемпіона у важкій ваговій категорії.                               |
| Перемога  | Жуніур дус Сантус       | Рішення суддів (одностайне)       | 5     | 5:00 | 29 грудня 2012    | Лас-Вегас, США                       | «UFC 155»                         | Виграв титул чемпіона у важкій ваговій категорії.                                 |
| Перемога  | Антоніу Сілва           | Технічний нокаут (удари кулаками) | 1     | 3:36 | 26 травня 2012    | Лас-Вегас, США                       | «UFC 146»                         |                                                                                   |
| Поразка   | Жуніур дус Сантус       | Нокаут (удари кулаками)           | 1     | 1:04 | 12 листопада 2011 | Анахайм, США                         | «UFC on Fox 1»                    | Втратив титул чемпіона у важкій ваговій категорії.                                |
| Перемога  | Брок Леснар             | Технічний нокаут (удари кулаками) | 1     | 4:12 | 23 жовтня 2010    | Анахайм, США                         | «UFC 121»                         | Виграв титул чемпіона у важкій ваговій категорії. Отримав премію «Нокаут вечора». |
| Перемога  | Антоніу Родріґу Ноґейра | Нокаут (удари кулаками)           | 1     | 2:20 | 21 лютого 2010    | Сідней, Австралія                    | «UFC 110»                         | Отримав премію «Нокаут вечора».                                                   |
| Перемога  | Бен Ротвелл             | Технічний нокаут (удари кулаками) | 2     | 0:58 | 24 жовтня 2009    | Лос-Анджелес, США                    | «UFC 104»                         |                                                                                   |
| Перемога  | Шек Конго               | Рішення суддів (одностайне)       | 3     | 5:00 | 13 червня 2009    | Кьольн, Німеччина                    | «UFC 99»                          |                                                                                   |
| Перемога  | Денис Стойніч           | Технічний нокаут (удари кулаками) | 2     | 2:34 | 7 лютого 2009     | Тампа, США                           | «UFC Fight Night 17»              | Отримав премію «Нокаут вечора».                                                   |
| Перемога  | Джейк О'Брайан          | Технічний нокаут (удари кулаками) | 1     | 2:02 | 19 липня 2008     | Лас-Вегас, США                       | «UFC Fight Night 14»              |                                                                                   |
| Перемога  | Бред Морріс             | Технічний нокаут (удари кулаками) | 1     | 2:10 | 19 квітня 2008    | Монреаль, Канада                     | «UFC 83»                          |                                                                                   |
| Перемога  | Джеремія Констант       | Технічний нокаут (удари кулаками) | 1     | 4:00 | 16 грудня 2006    | Санкт-Петербург, Російська Федерація | «Bodog Fight: St. Petersburg»     |                                                                                   |
| Перемога  | Джессі Фужарчик         | Технічний нокаут (удари кулаками) | 1     | 1:58 | 7 жовтня 2006     | Фресно, США                          | «Strikeforce: Tank vs. Buentello» |                                                                                   |